# Round Top
Round Top é uma cidade  localizada no estado norte-americano de Texas, no Condado de Fayette.

## Demografia
Segundo o censo norte-americano de 2000, a sua população era de 77 habitantes.
Em 2006, foi estimada uma população de 77, um aumento de 0 (0.0%).

## Geografia
De acordo com o United States Census Bureau tem uma área de
2,5 km², dos quais 2,5 km² cobertos por terra e 0,0 km² cobertos por água. Round Top localiza-se a aproximadamente 123 m acima do nível do mar.

## Localidades na vizinhança
O diagrama seguinte representa as localidades num raio de 28 km ao redor de Round Top.